# 茹班群島
茹班群島（英語：Joubin Islands）是南極洲的群島，處於摩納哥角西南面6公里，屬於帕默群島的一部分，由让-巴蒂斯特·沙尔科率領的法國探險隊發現，現時由南極條約體系管理。